# سولتس (استان اوپوله)
سولتس (به لهستانی:  Solec) یک روستا در لهستان است که در گمینا بیاوا (استان اوپوله) واقع شده‌است.